# Ekesparre
Ekesparre var en svensk adelsätt med ursprung von Arensburg på Ösel i nuvarande Estland. Ätten Ekesparre fortlever idag i Tyskland och Sydafrika. Stamfadern Carl Johan Eck (1683–1761) var kaptenen vid artilleriregementet  och adlades 1719 av drottning Ulrika Eleonora.
Han introducerades 1720  med namnet Ekesparre under nuvarande nr 1705. 
Ätten har därefter Ätten har ej varit representerad i Sverige sedan han återflyttade till Ösel 1725.
Ätten var inskriven vid såväl Ösels Riddarhus, Livlands Riddarhus och på Estlands Riddarhus med namnet von Ekesparre .